# Presidenti della Repubblica francese
Questa pagina è un elenco dei presidenti della Repubblica francese, la più importante carica istituzionale della Francia, istituita nel 1848.
Il primo presidente fu Luigi Napoleone Bonaparte, nipote dell'imperatore dei francesi Napoleone Bonaparte e a sua volta imperatore con il nome di Napoleone III dal 1852 al 1870.
Durante la Seconda Repubblica, il presidente fu eletto direttamente dai cittadini. Invece, durante la Terza e la Quarta Repubblica, veniva eletto dal Parlamento. Con l'attuale Quinta Repubblica, il presidente viene eletto a suffragio universale diretto, con eventuale turno di ballottaggio. Dal 2002 rimane in carica per cinque anni, in precedenza rimaneva in carica per sette anni.

## Lista
| N°                                      | Presidente                                    | Presidente                                    | Presidente                                                                                               | Elezione                                | Elezione                                | Mandato                                  | Mandato                                 | Partito                                                                  |
| N°                                      | Presidente                                    | Presidente                                    | Presidente                                                                                               | Data                                    | Suffragio                               | Inizio                                   | Fine                                    | Partito                                                                  |
| Seconda Repubblica francese (1848–1852) | Seconda Repubblica francese (1848–1852)       | Seconda Repubblica francese (1848–1852)       | Seconda Repubblica francese (1848–1852)                                                                  | Seconda Repubblica francese (1848–1852) | Seconda Repubblica francese (1848–1852) | Seconda Repubblica francese (1848–1852)  | Seconda Repubblica francese (1848–1852) | Seconda Repubblica francese (1848–1852)                                  |
| --------------------------------------- | --------------------------------------------- | --------------------------------------------- | --- | --------------------------------------- | --------------------------------------- | ---------------------------------------- | --------------------------------------- | ------------------------------------------------------------------------ |
| 1                                       |                                               |                                               | Louis-Napoléon Bonaparte Presidente della Repubblica (1808–1873)                                         | 10 dicembre 1848                        | 5 587 759 (74,3% dei votanti)           | 20 dicembre 1848                         | 2 dicembre 1852 (Auto-golpe)            | Indipendente                                                             |
| Secondo Impero francese (1852–1870)     |                                               |                                               | |                                         |                                         |                                          |                                         |                                                                          |
| Terza Repubblica francese (1870–1940)   |                                               |                                               | |                                         |                                         |                                          |                                         |                                                                          |
| –                                       |                                               |                                               | Louis-Jules Trochu Capo provvisorio dello Stato (1815–1896)                                              | –                                       | –                                       | 4 settembre 1870                         | 17 febbraio 1871                        | Indipendente                                                             |
| –                                       |                                               |                                               | Adolphe Thiers Capo del Potere Esecutivo (feb. 1871) Presidente della Repubblica (ago. 1871) (1797–1877) | 10 febbraio 1871                        | 468 / 638                               | 17 febbraio 1871                         | 31 agosto 1871                          | Orleanista                                                               |
| 2                                       | 31 agosto 1871                                | 24 maggio 1873                                | Adolphe Thiers Capo del Potere Esecutivo (feb. 1871) Presidente della Repubblica (ago. 1871) (1797–1877) | 10 febbraio 1871                        | 468 / 638                               |                                          |                                         | Orleanista                                                               |
| 3                                       |                                               |                                               | Patrice de Mac-Mahon Presidente della Repubblica (1808–1893)                                             | 24 maggio 1873                          | 390 / 391                               | 24 maggio 1873                           | 30 gennaio 1879 (Dimessosi)             | Legittimista                                                             |
| 4                                       |                                               |                                               | Jules Grévy Presidente della Repubblica (1807–1891)                                                      | 30 gennaio 1879                         | 563 / 670                               | 30 gennaio 1879                          | 30 gennaio 1886                         | Opportunista                                                             |
| 4                                       | 28 dicembre 1885                              | 457 / 576                                     | Jules Grévy Presidente della Repubblica (1807–1891)                                                      | 30 gennaio 1886                         | 2 dicembre 1887 (Dimessosi)             |                                          |                                         | Opportunista                                                             |
| 5                                       |                                               |                                               | François Sadi Carnot Presidente della Repubblica (1837–1894)                                             | 3 dicembre 1887                         | 616 / 827                               | 3 dicembre 1887                          | 25 giugno 1894 (Assassinato)            | Opportunista                                                             |
| 6                                       |                                               |                                               | Jean Casimir-Perier Presidente della Repubblica (1847–1907)                                              | 27 giugno 1894                          | 451 / 845                               | 27 giugno 1894                           | 16 gennaio 1895 (Dimessosi)             | Opportunista                                                             |
| 7                                       |                                               |                                               | Félix Faure Presidente della Repubblica (1841–1899)                                                      | 17 gennaio 1895                         | 430 / 800                               | 17 gennaio 1895                          | 16 febbraio 1899 (Morto in carica)      | Opportunista                                                             |
| 8                                       |                                               |                                               | Émile Loubet Presidente della Repubblica (1838–1929)                                                     | 18 febbraio 1899                        | 483 / 812                               | 18 febbraio 1899                         | 18 febbraio 1906                        | Alleanza Democratica                                                     |
| 9                                       |                                               |                                               | Armand Fallières Presidente della Repubblica (1841–1931)                                                 | 17 gennaio 1906                         | 449 / 848                               | 18 febbraio 1906                         | 18 febbraio 1913                        | Alleanza Democratica                                                     |
| 10                                      |                                               |                                               | Raymond Poincaré Presidente della Repubblica (1860–1934)                                                 | 17 gennaio 1913                         | 483 / 859                               | 18 febbraio 1913                         | 18 febbraio 1920                        | Alleanza Democratica Repubblicana                                        |
| 11                                      |                                               |                                               | Paul Deschanel Presidente della Repubblica (1855–1922)                                                   | 17 gennaio 1920                         | 734 / 888                               | 18 febbraio 1920                         | 21 settembre 1920 (Dimessosi)           | Alleanza Democratica Repubblicana                                        |
| 12                                      |                                               |                                               | Alexandre Millerand Presidente della Repubblica (1859–1943)                                              | 23 settembre 1920                       | 695 / 892                               | 23 settembre 1920                        | 11 giugno 1924 (Dimessosi)              | Indipendente                                                             |
| 13                                      |                                               |                                               | Gaston Doumergue Presidente della Repubblica (1863–1937)                                                 | 13 giugno 1924                          | 515 / 860                               | 13 giugno 1924                           | 13 giugno 1931                          | Partito Repubblicano, Radicale e Radical-Socialista                      |
| 14                                      |                                               |                                               | Paul Doumer Presidente della Repubblica (1857–1932)                                                      | 13 giugno 1931                          | 504 / 893                               | 13 giugno 1931                           | 7 maggio 1932 (Assassinato)             | Indipendente                                                             |
| 15                                      |                                               |                                               | Albert Lebrun Presidente della Repubblica (1871–1950)                                                    | 10 maggio 1932                          | 633 / 826                               | 10 maggio 1932                           | 10 maggio 1939                          | Alleanza Democratica                                                     |
| 15                                      | 5 aprile 1939                                 | 506 / 910                                     | Albert Lebrun Presidente della Repubblica (1871–1950)                                                    | 10 maggio 1939                          | 10 maggio 1946                          |                                          |                                         | Alleanza Democratica                                                     |
| Quarta Repubblica francese (1946–1958)  |                                               |                                               | |                                         |                                         |                                          |                                         |                                                                          |
| –                                       |                                               |                                               | Vincent Auriol Presidente ad interim (1946) Presidente della Repubblica (1947) (1884–1966)               | –                                       | –                                       | 31 gennaio 1946                          | 16 gennaio 1947                         | Sezione Francese dell'Internazionale Operaia                             |
| 16                                      | 16 gennaio 1947                               | 452 / 883                                     | Vincent Auriol Presidente ad interim (1946) Presidente della Repubblica (1947) (1884–1966)               | 16 gennaio 1947                         | 16 gennaio 1954                         |                                          |                                         | Sezione Francese dell'Internazionale Operaia                             |
| 17                                      |                                               |                                               | René Coty Presidente della Repubblica (1882–1962)                                                        | 23 dicembre 1953                        | 477 / 883                               | 16 gennaio 1954                          | 8 gennaio 1959 (Dimessosi)              | Centro Nazionale degli Indipendenti e dei Contadini                      |
| Quinta Repubblica francese (dal 1958)   |                                               |                                               | |                                         |                                         |                                          |                                         |                                                                          |
| 18                                      |                                               |                                               | Charles de Gaulle Presidente della Repubblica (1890–1970)                                                | 21 dicembre 1958                        | 62 394 (78,5% dei votanti)              | 8 gennaio 1959                           | 8 gennaio 1966                          | Unione per la Nuova Repubblica                                           |
| 18                                      | 19 dicembre 1965                              | 13 083 699 (55,2% dei votanti)                | Charles de Gaulle Presidente della Repubblica (1890–1970)                                                | 8 gennaio 1966                          | 28 aprile 1969 (Dimessosi)              | Unione dei Democratici per la Repubblica |                                         |                                                                          |
| –                                       | Alain Poher Presidente del Senato (1909–1996) | Alain Poher Presidente del Senato (1909–1996) | Alain Poher Presidente del Senato (1909–1996)                                                            | –                                       | –                                       | 28 aprile 1969                           | 20 giugno 1969                          | Centro Democratico                                                       |
| 19                                      |                                               |                                               | Georges Pompidou Presidente della Repubblica (1911–1974)                                                 | 15 giugno 1969                          | 11 064 371 (58,2% dei votanti)          | 20 giugno 1969                           | 2 aprile 1974 (Morto in carica)         | Unione dei Democratici per la Repubblica                                 |
| –                                       | Alain Poher Presidente del Senato (1909–1996) | Alain Poher Presidente del Senato (1909–1996) | Alain Poher Presidente del Senato (1909–1996)                                                            | –                                       | –                                       | 2 aprile 1974                            | 27 maggio 1974                          | Centro Democratico                                                       |
| 20                                      |                                               |                                               | Valéry Giscard d'Estaing Presidente della Repubblica (1926–2020)                                         | 19 maggio 1974                          | 13 396 203 (50,8% dei votanti)          | 27 maggio 1974                           | 21 maggio 1981                          | Repubblicani e Indipendenti (1974–1977) Partito Repubblicano (1977–1981) |
| 21                                      |                                               |                                               | François Mitterrand Presidente della Repubblica (1916–1996)                                              | 10 maggio 1981                          | 15 708 262 (51,8% dei votanti)          | 21 maggio 1981                           | 21 maggio 1988                          | Partito Socialista                                                       |
| 21                                      | 8 maggio 1988                                 | 16 704 279 (54,0% dei votanti)                | François Mitterrand Presidente della Repubblica (1916–1996)                                              | 21 maggio 1988                          | 17 maggio 1995                          |                                          |                                         | Partito Socialista                                                       |
| 22                                      |                                               |                                               | Jacques Chirac Presidente della Repubblica (1932–2019)                                                   | 7 maggio 1995                           | 15 763 027 (52,6% dei votanti)          | 17 maggio 1995                           | 17 maggio 2002                          | Raggruppamento per la Repubblica                                         |
| 22                                      | 5 maggio 2002                                 | 25 537 956 (82,2% dei votanti)                | Jacques Chirac Presidente della Repubblica (1932–2019)                                                   | 17 maggio 2002                          | 16 maggio 2007                          | Unione per un Movimento Popolare         |                                         |                                                                          |
| 23                                      |                                               |                                               | Nicolas Sarkozy Presidente della Repubblica (1955)                                                       | 6 maggio 2007                           | 18 983 138 (53,1% dei votanti)          | 16 maggio 2007                           | 15 maggio 2012                          | Unione per un Movimento Popolare                                         |
| 24                                      |                                               |                                               | François Hollande Presidente della Repubblica (1954)                                                     | 6 maggio 2012                           | 18 000 668 (51,6% dei votanti)          | 15 maggio 2012                           | 14 maggio 2017                          | Partito Socialista                                                       |
| 25                                      |                                               |                                               | Emmanuel Macron Presidente della Repubblica (1977)                                                       | 7 maggio 2017                           | 20 743 128 (66,1% dei votanti)          | 14 maggio 2017                           | 7 maggio 2022                           | La République En Marche                                                  |
| 25                                      | 24 aprile 2022                                | 18 779 809 (58,5% dei votanti)                | Emmanuel Macron Presidente della Repubblica (1977)                                                       | 7 maggio 2022                           | in carica                               | Renaissance                              |                                         |                                                                          |

### Ex presidenti viventi
| Presidente        | Presidenza | Data di nascita | Partito |
| ----------------- | ---------- | --------------- | ------- |
| Nicolas Sarkozy   | 2007–2012  | 28 gennaio 1955 | UMP     |
| François Hollande | 2012–2017  | 12 agosto 1954  | PS      |